# Noršinci pri Ljutomeru
Noršinci pri Ljutomeru so naselje v Občini Ljutomer.